# Saint-Martory
Saint-Martory est une commune française située dans l'ouest du département de la Haute-Garonne, en région Occitanie.
Sur le plan historique et culturel, la commune est dans le pays de Comminges, correspondant à l’ancien comté de Comminges, circonscription de la province de Gascogne située sur les départements actuels du Gers, de la Haute-Garonne, des Hautes-Pyrénées et de l'Ariège. Exposée à un climat océanique altéré, elle est drainée par la Garonne, le canal de Saint-Martory et par divers autres petits cours d'eau. La commune possède un patrimoine naturel remarquable : un site Natura 2000 (« Garonne, Ariège, Hers, Salat, Pique et Neste »), un espace protégé (« la Garonne, l'Ariège, l'Hers Vif et le Salat ») et quatre zones naturelles d'intérêt écologique, faunistique et floristique.
Saint-Martory est une commune rurale qui compte 1 039 habitants en 2022. Ses habitants sont appelés les Saint-Martoriens ou  Saint-Martoriennes.
Le patrimoine architectural de la commune comprend huit immeubles protégés au titre des monuments historiques : une croix de carrefour, classée en 1913, une croix, inscrite en 1927, le pont de Saint-Martory, inscrit en 1950, le menhir Peyro-Hitto, classé en 1962, un immeuble, inscrit en 1988, le château, inscrit en 1993, la grotte de Montconfort, inscrite en 1993, et un immeuble, classé en 1994.

## Géographie

### Localisation
La commune de Saint-Martory se trouve dans le département de la Haute-Garonne, en région Occitanie.
Elle se situe à 66 km à vol d'oiseau de Toulouse, préfecture du département, à 17 km de Saint-Gaudens, sous-préfecture, et à 48 km de Bagnères-de-Luchon, bureau centralisateur du canton de Bagnères-de-Luchon dont dépend la commune depuis 2015 pour les élections départementales.
La commune fait en outre partie du bassin de vie de Salies-du-Salat.
Les communes les plus proches sont : 
Mancioux (2,4 km), Arnaud-Guilhem (2,6 km), Lestelle-de-Saint-Martory (2,9 km), Laffite-Toupière (3,1 km), Montsaunès (3,5 km), Mazères-sur-Salat (3,7 km), Roquefort-sur-Garonne (4,3 km), Auzas (4,8 km).
Sur le plan historique et culturel, Saint-Martory fait partie du pays de Comminges, correspondant à l’ancien comté de Comminges, circonscription de la province de Gascogne située sur les départements actuels du Gers, de la Haute-Garonne, des Hautes-Pyrénées et de l'Ariège.
Saint-Martory est limitrophe de huit autres communes dont Lestelle-de-Saint-Martory au sud-ouest par un quadripoint.
Les communes limitrophes sont Mancioux, Arnaud-Guilhem, Castillon-de-Saint-Martory, Laffite-Toupière, Lestelle-de-Saint-Martory, Mazères-sur-Salat, Montsaunès et Roquefort-sur-Garonne.

### Géologie et relief
La superficie de la commune est de 830 hectares ; son altitude varie de 269 à 485 mètres.
Le bourg historique est bâti sur la rive gauche de la Garonne au pied du front rocheux de l'Escalère. Le faubourg s'est lui développé sur la rive droite, dans la plaine alluvionnaire de la Garonne.

### Hydrographie
Elle est drainée par la Garonne, le canal de Saint-Martory, un bras de la Garonne, le ruisseau de Peyroutou et par deux petits cours d'eau, constituant un réseau hydrographique de 10 km de longueur totale,.
La Garonne est un fleuve principalement français prenant sa source en Espagne et qui coule sur 529 km avant de se jeter dans l’océan Atlantique.
Le canal de Saint-Martory, d'une longueur totale de 71,2 km, prend sa source dans la commune et s'écoule du sud-ouest vers le nord-est. Il traverse la commune et se jette dans la Garonne à Toulouse, après avoir traversé 19 communes.

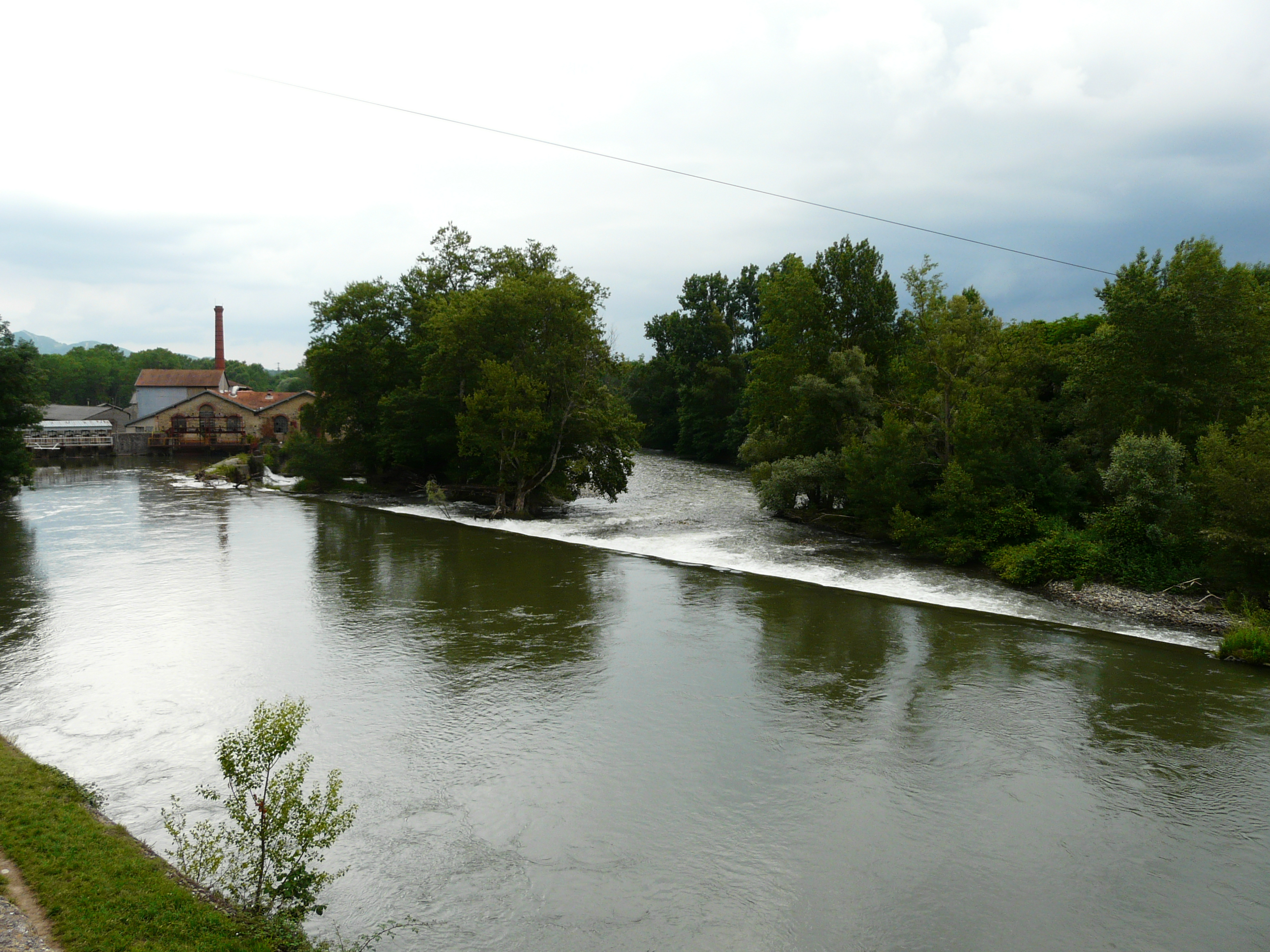
La Garonne à Saint-Martory. Prise d'eau du canal de Saint-Martory.
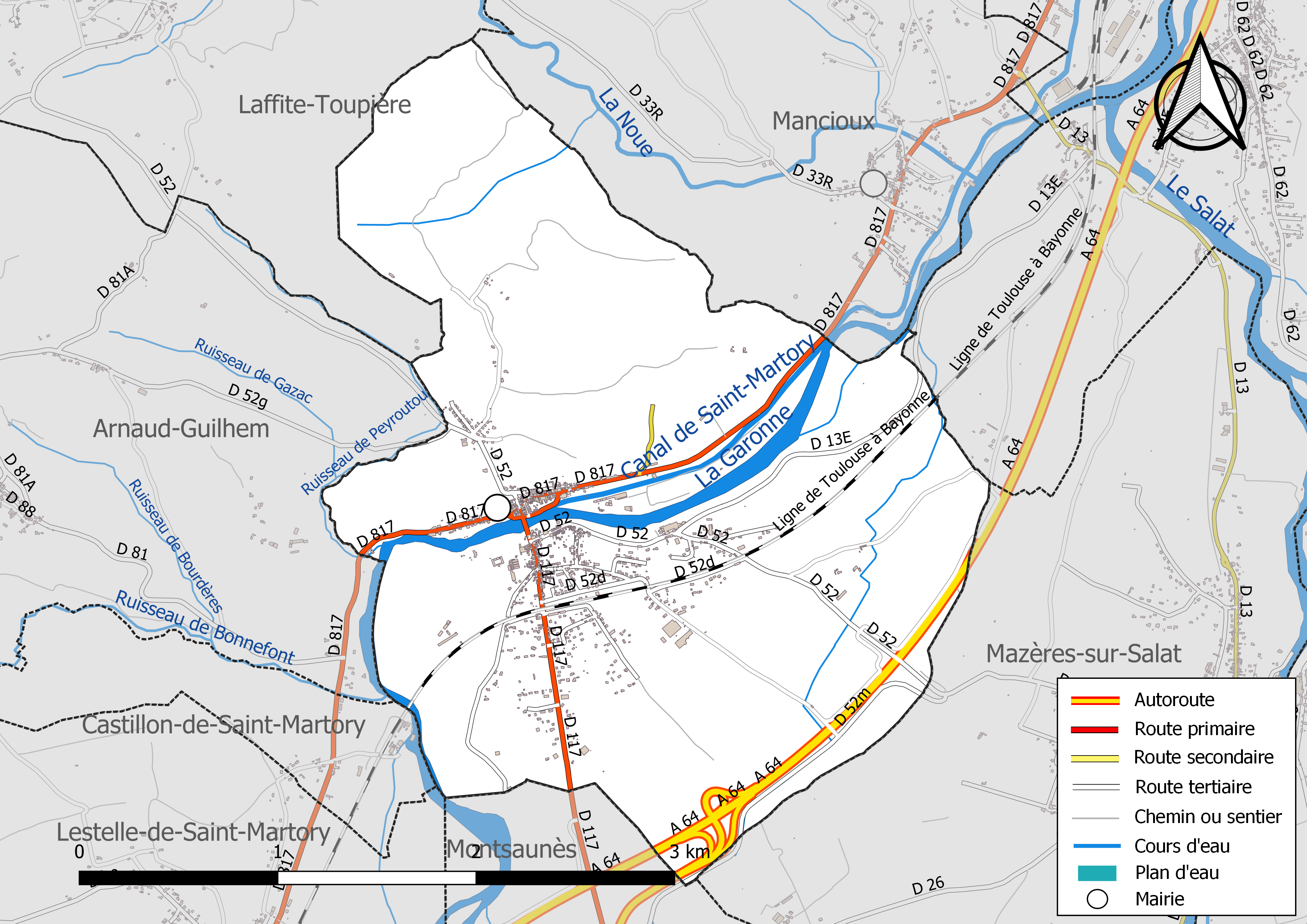
Réseaux hydrographique et routier de Saint-Martory.

### Climat
Pour des articles plus généraux, voir Climat de l'Occitanie et Climat de la Haute-Garonne.
En 2010, le climat de la commune est de type climat océanique altéré, selon une étude s'appuyant sur une série de données couvrant la période 1971-2000. En 2020, Météo-France publie une typologie des climats de la France métropolitaine dans laquelle la commune est exposée à un climat de montagne ou de marges de montagne et est dans la région climatique Pyrénées centrales, caractérisée par une pluviométrie annuelle de 1 000 à 1 200 mm.
Pour la période 1971-2000, la température annuelle moyenne est de 12,6 °C, avec une amplitude thermique annuelle de 14,8 °C. Le cumul annuel moyen de précipitations est de 903 mm, avec 9,5 jours de précipitations en janvier et 6,3 jours en juillet. Pour la période 1991-2020, la température moyenne annuelle observée sur la station météorologique la plus proche, située sur la commune de Palaminy à 13 km à vol d'oiseau, est de 13,2 °C et le cumul annuel moyen de précipitations est de 715,2 mm,. Pour l'avenir, les paramètres climatiques de la commune estimés pour 2050 selon différents scénarios d’émission de gaz à effet de serre sont consultables sur un site dédié publié par Météo-France en novembre 2022.

### Milieux naturels et biodiversité

#### Espaces protégés
La protection réglementaire est le mode d’intervention le plus fort pour préserver des espaces naturels remarquables et leur biodiversité associée,.
Un  espace protégé est présent sur la commune : 
« la Garonne, l'Ariège, l'Hers Vif et le Salat », objet d'un arrêté de protection de biotope, d'une superficie de 1 658,7 ha.

#### Réseau Natura 2000

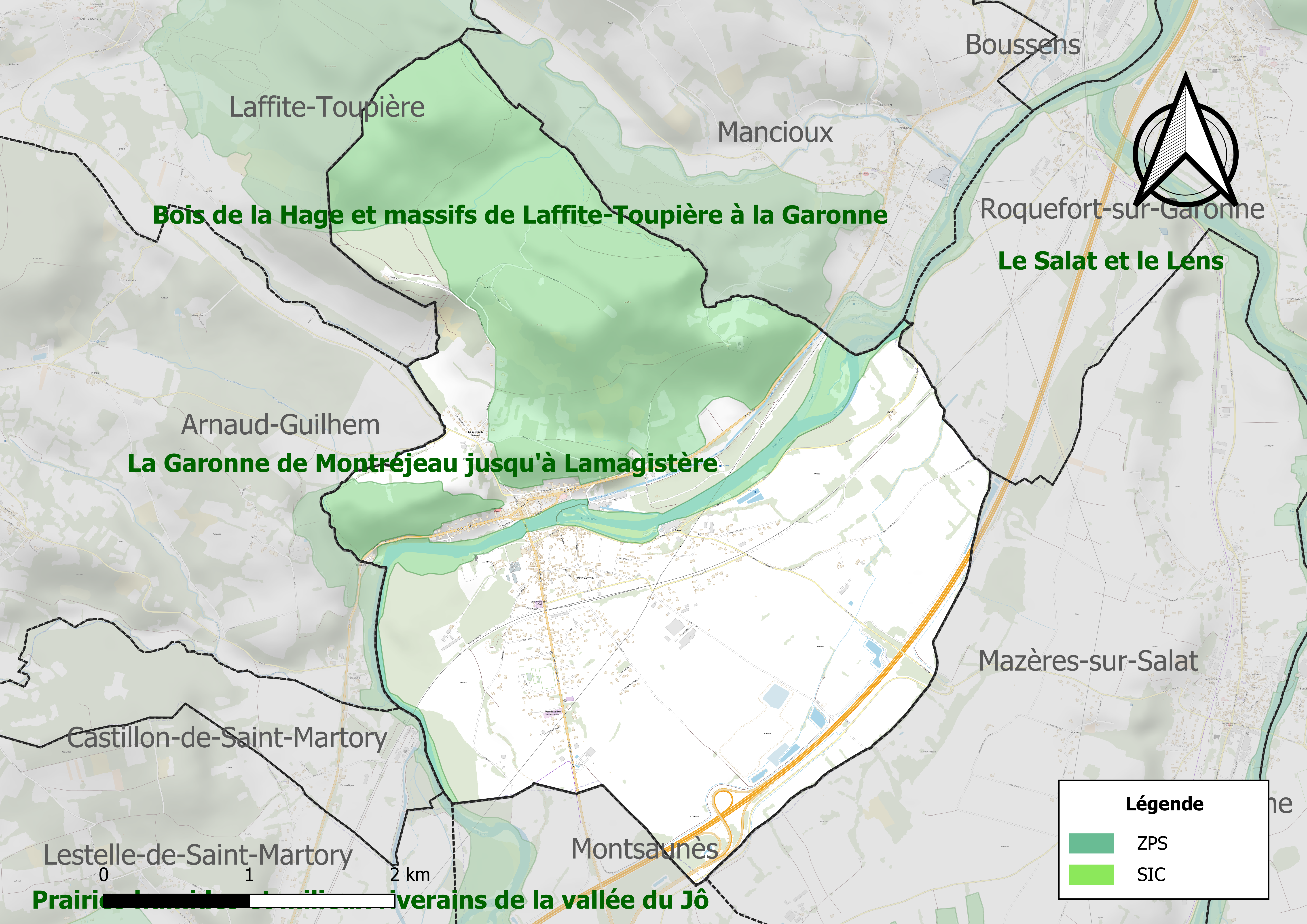
Site Natura 2000 sur le territoire communal.

Le réseau Natura 2000 est un réseau écologique européen de sites naturels d'intérêt écologique élaboré à partir des directives habitats et oiseaux, constitué de zones spéciales de conservation (ZSC) et de zones de protection spéciale (ZPS).
Un site Natura 2000 a été défini sur la commune au titre de la directive habitats : « Garonne, Ariège, Hers, Salat, Pique et Neste », d'une superficie de 9 581 ha, un réseau hydrographique pour les poissons migrateurs (zones de frayères actives et potentielles importantes pour le Saumon en particulier qui fait l'objet d'alevinages réguliers et dont des adultes atteignent déjà Foix sur l'Ariège.

#### Zones naturelles d'intérêt écologique, faunistique et floristique

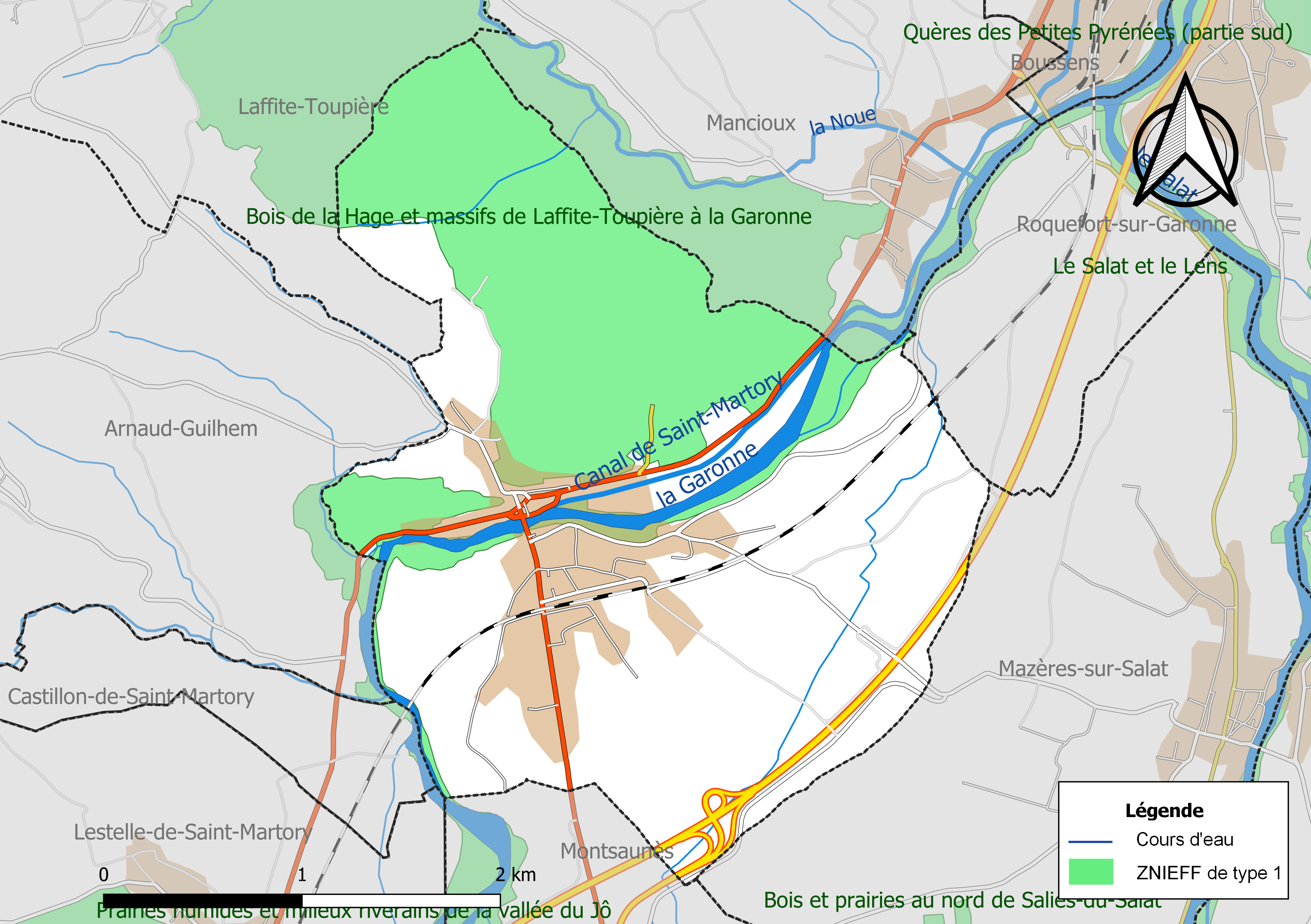
Carte des ZNIEFF de type 1 localisées sur la commune.

L’inventaire des zones naturelles d'intérêt écologique, faunistique et floristique (ZNIEFF) a pour objectif de réaliser une couverture des zones les plus intéressantes sur le plan écologique, essentiellement dans la perspective d’améliorer la connaissance du patrimoine naturel national et de fournir aux différents décideurs un outil d’aide à la prise en compte de l’environnement dans l’aménagement du territoire.
Deux ZNIEFF de type 1 sont recensées sur la commune :
les « bois de la Hage et massifs de Laffite-Toupière à la Garonne » (1 069 ha), couvrant 8 communes du département et 
« la Garonne de Montréjeau jusqu'à Lamagistère » (5 075 ha), couvrant 92 communes dont 63 dans la Haute-Garonne, trois en Lot-et-Garonne et 26 en Tarn-et-Garonne
et deux ZNIEFF de type 2, : 
- « la Garonne et milieux riverains, en aval de Montréjeau » (6 874 ha), couvrant 93 communes dont 64 dans la Haute-Garonne, trois en Lot-et-Garonne et 26 en Tarn-et-Garonne[26] ;
- les « Petites Pyrénées en rive gauche de la Garonne » (3 525 ha), couvrant 12 communes du département[27].

## Urbanisme

### Typologie
Au 1er janvier 2024, Saint-Martory est catégorisée bourg rural, selon la nouvelle grille communale de densité à sept niveaux définie par l'Insee en 2022.
Elle est située hors unité urbaine et hors attraction des villes,.

### Occupation des sols
L'occupation des sols de la commune, telle qu'elle ressort de la base de données européenne d’occupation biophysique des sols Corine Land Cover (CLC), est marquée par l'importance des territoires agricoles (60,4 % en 2018), une proportion identique à celle de 1990 (60,4 %). La répartition détaillée en 2018 est la suivante : 
terres arables (40,5 %), forêts (26,7 %), zones agricoles hétérogènes (15,4 %), zones urbanisées (12,9 %), prairies (4,5 %). L'évolution de l’occupation des sols de la commune et de ses infrastructures peut être observée sur les différentes représentations cartographiques du territoire : la carte de Cassini (XVIIIe siècle), la carte d'état-major (1820-1866) et les cartes ou photos aériennes de l'IGN pour la période actuelle (1950 à aujourd'hui).

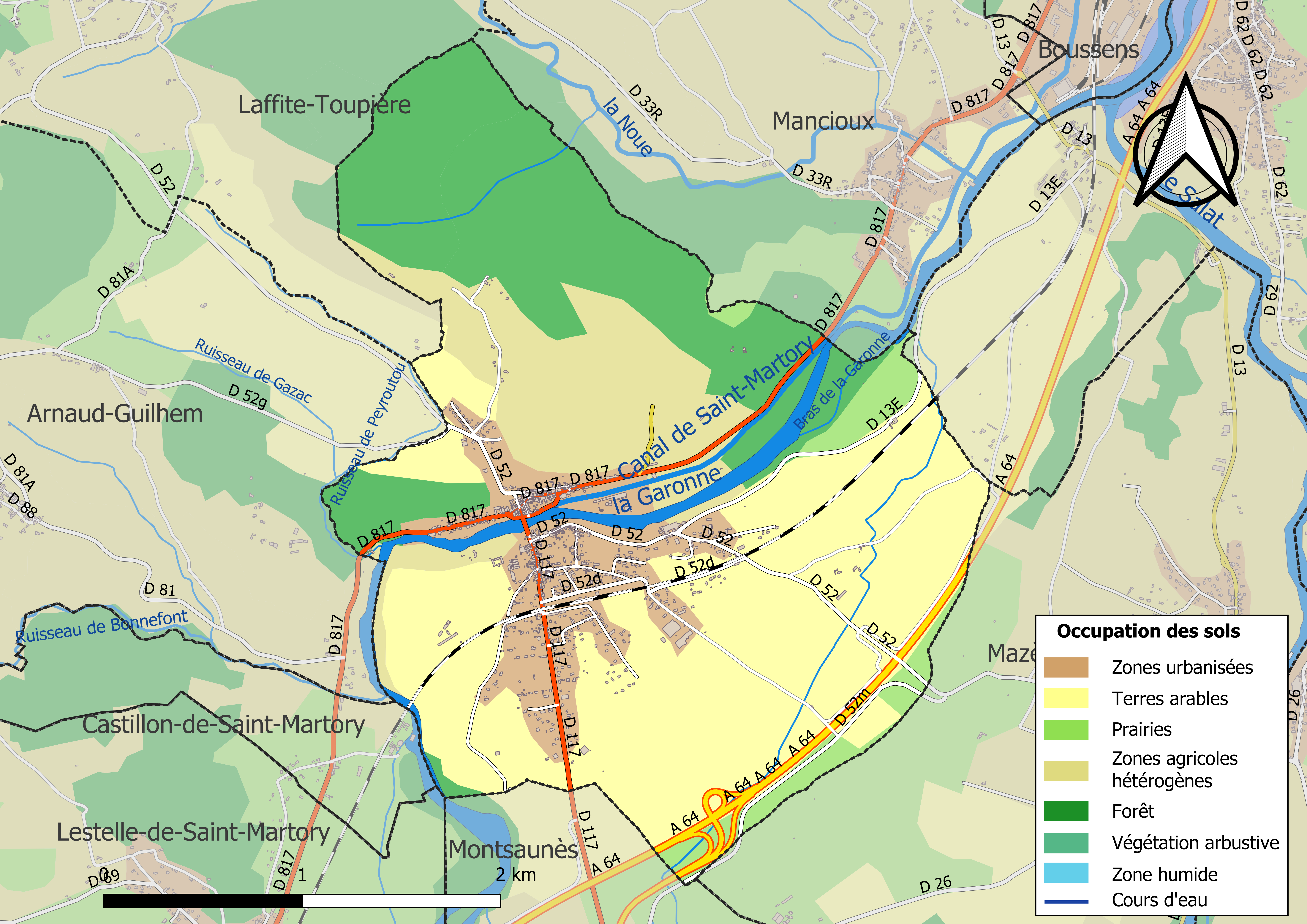
Carte des infrastructures et de l'occupation des sols de la commune en 2018 (CLC).

### Voies de communication et transports
Accès :
- En voiture, depuis Toulouse ou Tarbes, par l'autoroute A64 sortie no 20 (« Saint-Martory ») ; et par la route nationale 117.
- En autocar, avec les lignes régulières de transport interurbain réseau Arc-en-ciel (anciennement SEMVAT).
- En train, accès direct par la gare de Saint-Martory (4 trains par jour) ou indirect par la gare de Boussens à 8 km.

### Risques majeurs
Le territoire de la commune de Saint-Martory est vulnérable à différents aléas naturels : météorologiques (tempête, orage, neige, grand froid, canicule ou sécheresse), inondations, feux de forêts et séisme (sismicité modérée). Il est également exposé à un risque technologique, la rupture d'un barrage. Un site publié par le BRGM permet d'évaluer simplement et rapidement les risques d'un bien localisé soit par son adresse soit par le numéro de sa parcelle.

#### Risques naturels
Certaines parties du territoire communal sont susceptibles d’être affectées par le risque d’inondation par débordement de cours d'eau, notamment le canal de Saint-Martory. La commune a été reconnue en état de catastrophe naturelle au titre des dommages causés par les inondations et coulées de boue survenues en 1982, 1992, 1999, 2009, 2013 et 2022,.
Un plan départemental de protection des forêts contre les incendies a été approuvé par arrêté préfectoral du 25 septembre 2006. Saint-Martory est exposée au risque de feu de forêt du fait de la présence sur son territoire du massif des Petites Pyrénées. Il est ainsi défendu aux propriétaires de la commune et à leurs ayants droit de porter ou d’allumer du feu dans l'intérieur et à une distance de 200 mètres des bois, forêts, plantations, reboisements ainsi que des landes. L’écobuage est également interdit, ainsi que les feux de type méchouis et barbecues, à l’exception de ceux prévus dans des installations fixes (non situées sous couvert d'arbres) constituant une dépendance d'habitation,

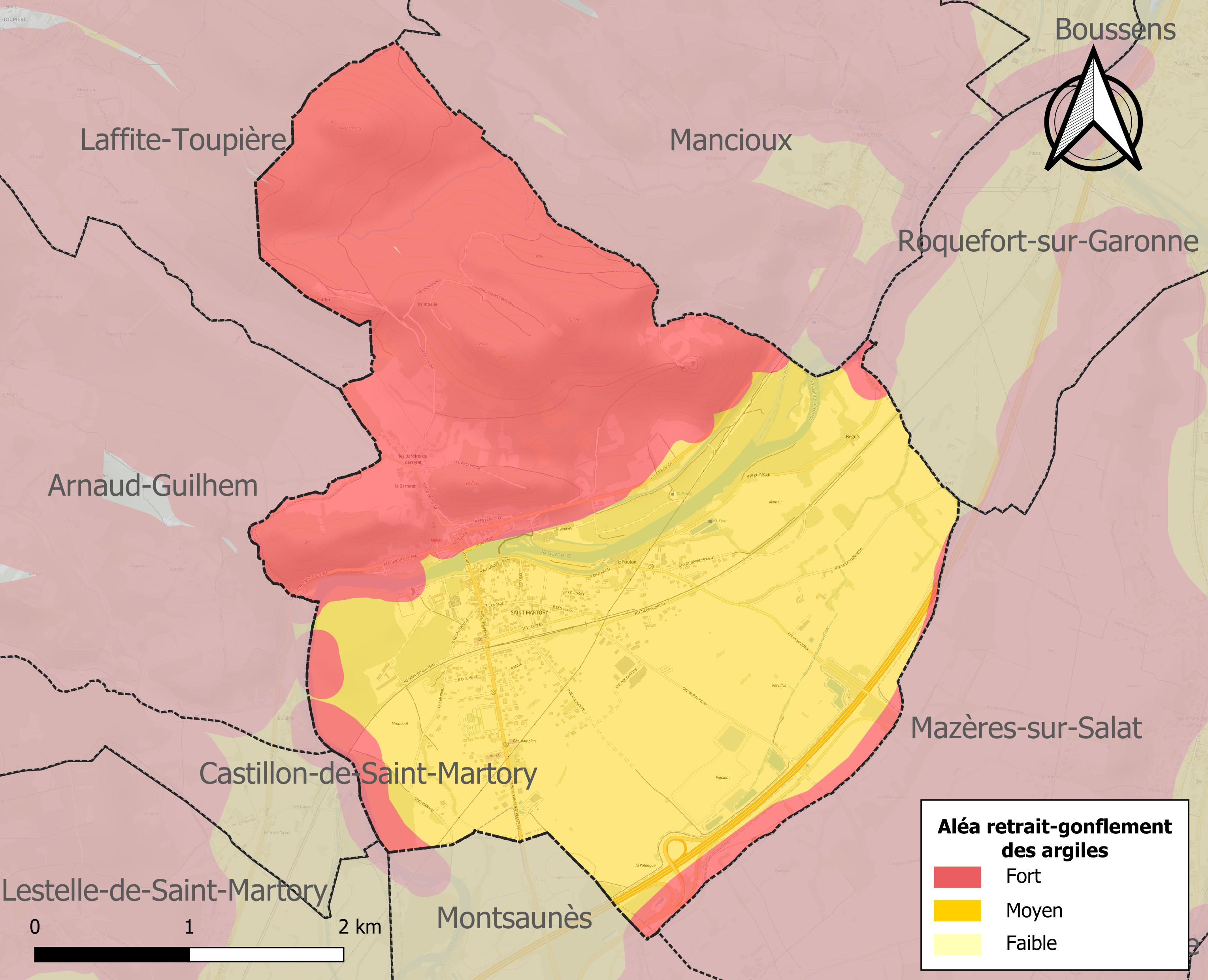
Carte des zones d'aléa retrait-gonflement des sols argileux de Saint-Martory.

Le retrait-gonflement des sols argileux est susceptible d'engendrer des dommages importants aux bâtiments en cas d’alternance de périodes de sécheresse et de pluie. La totalité de la commune est en aléa moyen ou fort (88,8 % au niveau départemental et 48,5 % au niveau national). Sur les 455 bâtiments dénombrés sur la commune en 2019, 455 sont en aléa moyen ou fort, soit 100 %, à comparer aux 98 % au niveau départemental et 54 % au niveau national. Une cartographie de l'exposition du territoire national au retrait gonflement des sols argileux est disponible sur le site du BRGM,.
Par ailleurs, afin de mieux appréhender le risque d’affaissement de terrain, l'inventaire national des cavités souterraines permet de localiser celles situées sur la commune.
Concernant les mouvements de terrains, la commune a été reconnue en état de catastrophe naturelle au titre des dommages causés par la sécheresse en 1989, 1991, 2003 et 2017 et par des mouvements de terrain en 1999.

#### Risques technologiques
La commune est en outre située en aval des barrages du Portillon, de Cap de Long (Hautes-Pyrénées) et de l'Oule (Hautes-Pyrénées). À ce titre elle est susceptible d’être touchée par l’onde de submersion consécutive à la rupture d'un de ces ouvrages.

## Toponymie
Le toponyme Calagorris ou Calagurris, est identifié avec l’actuelle ville de Saint-Martory, et présente un parallélisme précis et unique dans la Calagurris vasconne de la vallée de l’Èbre, l’actuelle Calahorra (La Rioja, Espagne).
Durant la Révolution, la commune porte le nom de Montagne-sur-Garonne.
Le nom de la commune en occitan est Sent Martòri.
Ses habitants sont appelés les Saint-Martoryens.
Le saint patron de la ville est saint Martory.

## Histoire

### Préhistoire

#### Grotte de la Tourasse
La grotte de la Tourasse, parfois appelée grotte de Montpezat car située pratiquement à l'aplomb de l'ancien château de Montpezat au nord-est de la ville, au lieu-dit la Tourasse. En 1872 Gabriel de Mortillet choisit ce site pour caractériser un étage stratigraphique, le Tourassien, entre le Magdalénien et le Néolithique. Cet étage est aujourd'hui tombé en désuétude au profit du terme Azilien. La stratigraphie de ce site inclut
du Magdalénien ; 
un niveau qui est selon Huot (1985) soit un mélange Magdalénien / Azilien soit une véritable période transitionnelle, mais Barbaza (1997) l'attribue au Laborien ; 
un niveau d'Azilien ancien ; 
un niveau d'Azilien ;
et plusieurs niveaux de Sauveterrien.

Pointes aziliennes, grotte de la Tourasse - Muséum de Toulouse
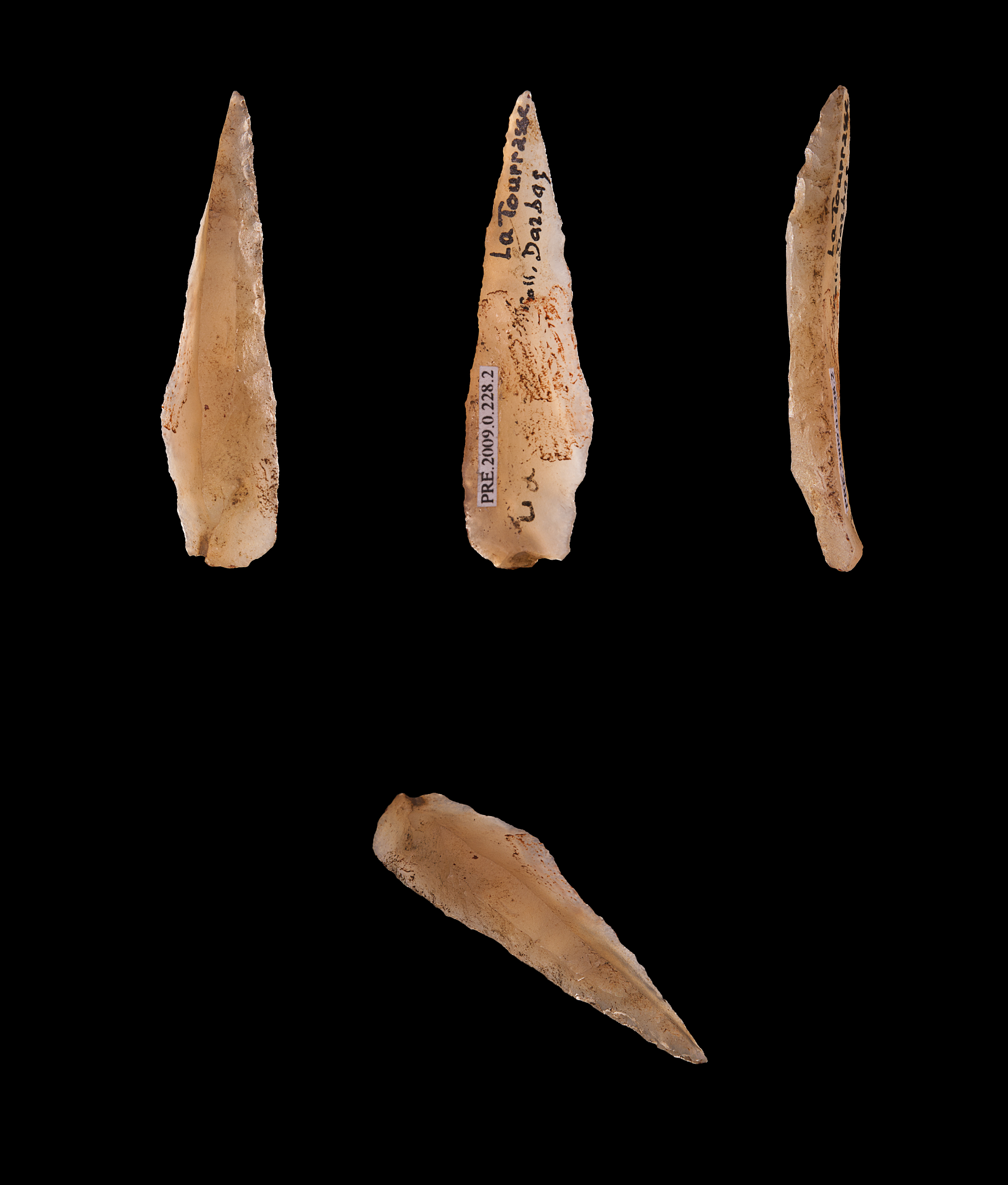
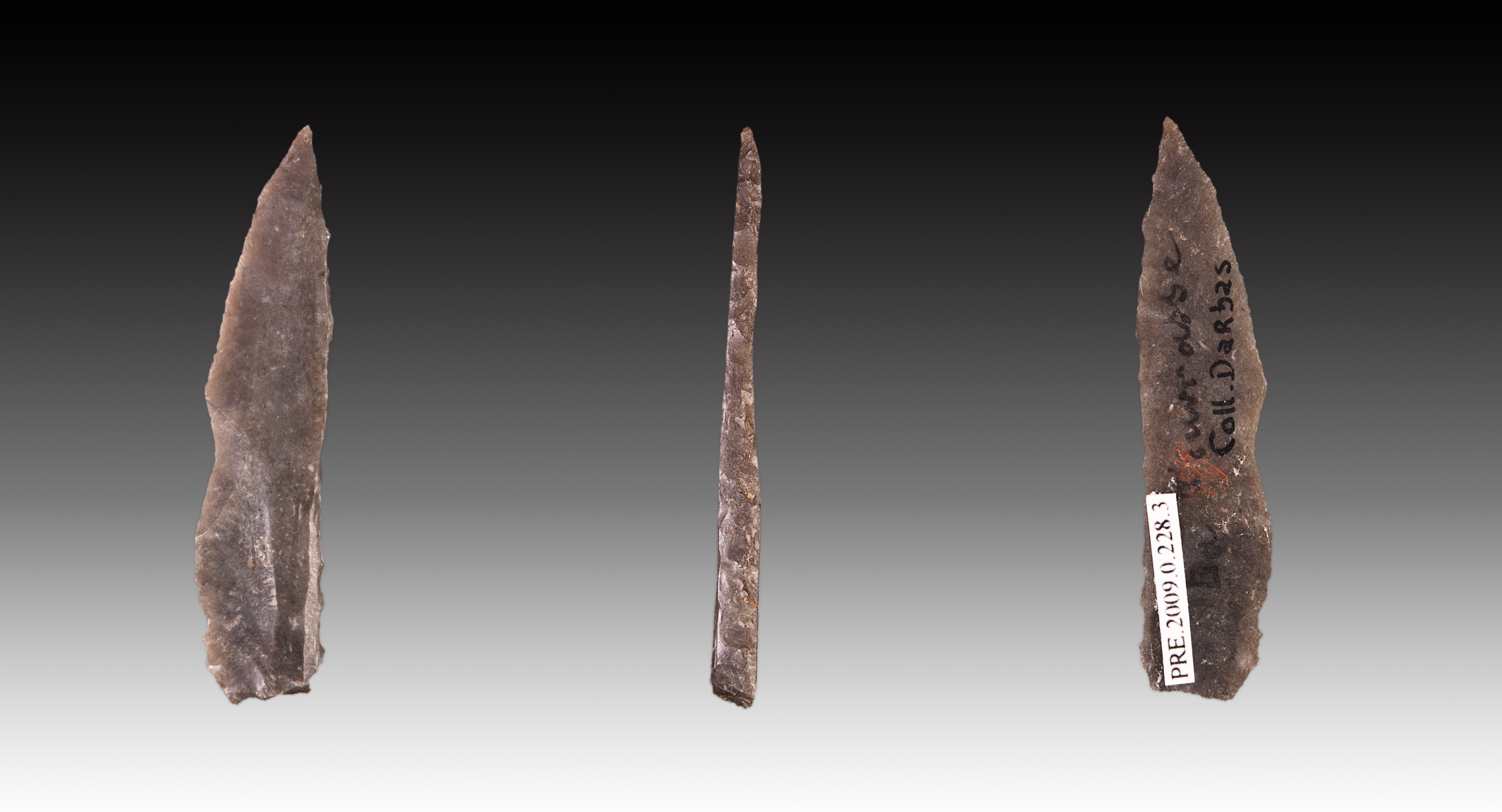
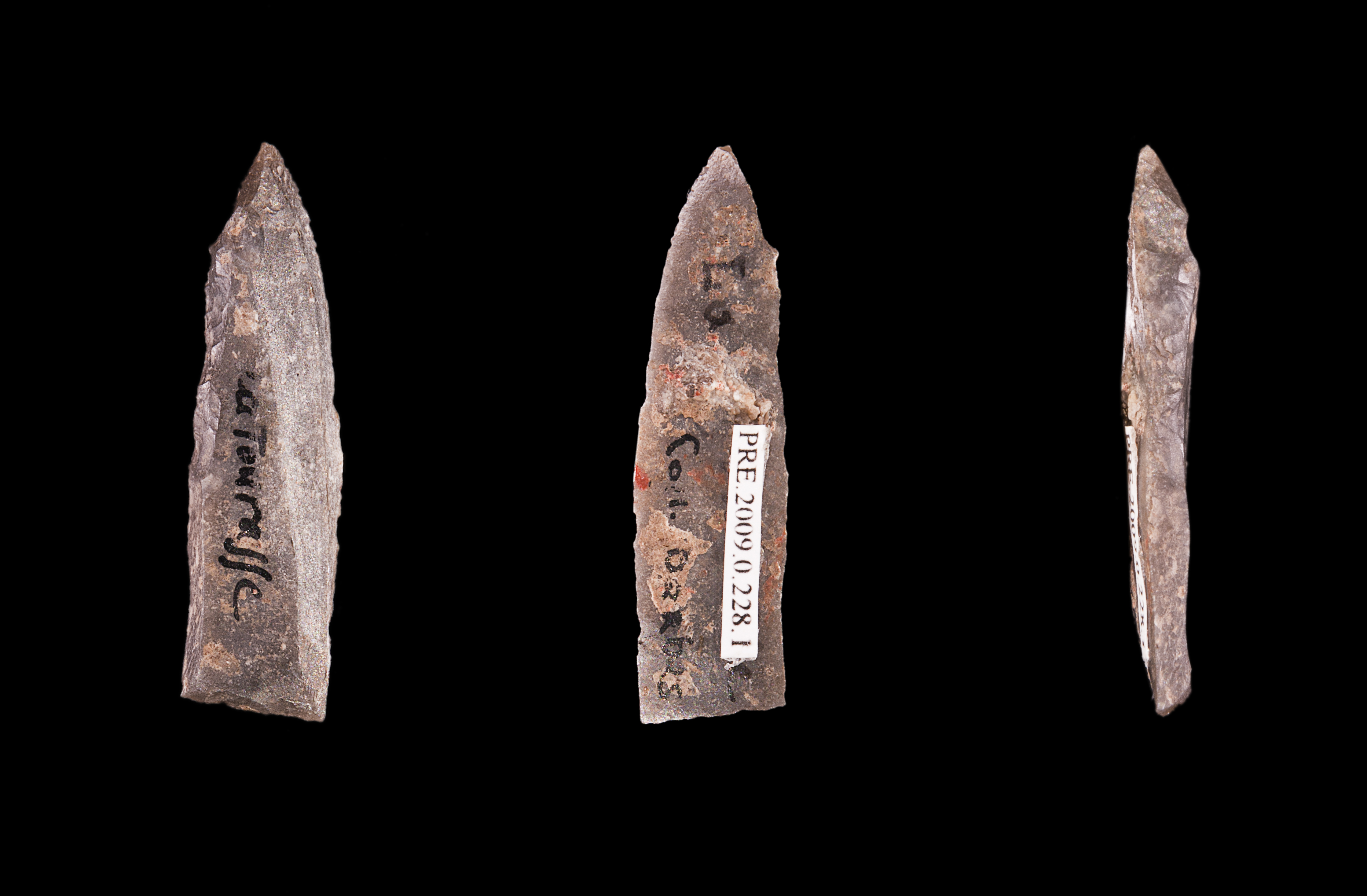

#### Grotte de Montconfort
La grotte de Montconfort, à proximité de la précédente, est une grotte ornée occupée au Magdalénien, fouillée en 1882 par L. Darbas. Elle est inscrite au titre des monuments historiques depuis 1993. Elle a livré des sagaies de type Lussac-Angles, ce qui ajoute Montconfort à la courte liste des sites pyrénéens connus qui témoignent des relations entre le nord de l'Aquitaine et les régions méridionales avec la diffusion de ces sagaies en direction du sud (Quercy, Pyrénées, région cantabrique).

#### Peyro-Hitto
Menhir préhistorique, comme son nom l'indique (traduction : Pierre levée). Rapporté depuis l'autre rive de la Garonne, il se dresse à côté de l'église

### Antiquité
Saint-Martory était occupé par l'oppidum de Calagurris ou Calagorris selon les sources.
Le prédicateur Vigilance de Calagurris serait né dans cette bourgade vers l'an 370, ou y aurait grandi, avant de rallier les Alpes cottiennes ayant été persécuté par Jérôme de Stridon.

### Moyen-Âge
Au Moyen-Âge Saint-Martory fait patie du Comté de Comminges et de la Commanderie de Montsaunès.

### Renaissance
XVIe siècle la famille de Montpezat fait construire un nouveau château permettant de mieux contrôler le traﬁc sur la Garonne.

## Politique et administration

### Administration municipale
Le nombre d'habitants au recensement de 2017 étant compris entre 500 et 1 499 habitants, le nombre de membres du conseil municipal pour l'élection de 2020 est de quinze,,.

### Rattachements administratifs et électoraux
Commune faisant partie de la huitième circonscription de la Haute-Garonne, de la communauté de communes Cagire-Garonne-Salat et du canton de Bagnères-de-Luchon (avant le redécoupage départemental de 2014, Saint-Martory était le chef-lieu de l'ex-canton de Saint-Martory) et avant le 1er janvier 2017 elle faisait partie de la communauté de communes du canton de Saint-Martory.

### Jumelages
Laniscat (France) depuis 2006

## Population et société

### Démographie
L'évolution du nombre d'habitants est connue à travers les recensements de la population effectués dans la commune depuis 1793. Pour les communes de moins de 10 000 habitants, une enquête de recensement portant sur toute la population est réalisée tous les cinq ans, les populations de référence des années intermédiaires étant quant à elles estimées par interpolation ou extrapolation. Pour la commune, le premier recensement exhaustif entrant dans le cadre du nouveau dispositif a été réalisé en 2008.

En 2022, la commune comptait 1 039 habitants, en évolution de +7,89 % par rapport à 2016 (Haute-Garonne : +8,02 %, France hors Mayotte : +2,11 %).
| 1793 | 1800 | 1806 | 1821 | 1831  | 1836  | 1841  | 1846  | 1851  |
| ---- | ---- | ---- | ---- | ----- | ----- | ----- | ----- | ----- |
| 959  | 916  | 991  | 968  | 1 167 | 1 139 | 1 147 | 1 170 | 1 180 |

| 1856  | 1861  | 1866  | 1872  | 1876  | 1881  | 1886  | 1891  | 1896  |
| ----- | ----- | ----- | ----- | ----- | ----- | ----- | ----- | ----- |
| 1 105 | 1 166 | 1 042 | 1 030 | 1 095 | 1 093 | 1 087 | 1 029 | 1 013 |

| 1901  | 1906  | 1911  | 1921 | 1926 | 1931 | 1936 | 1946  | 1954  |
| ----- | ----- | ----- | ---- | ---- | ---- | ---- | ----- | ----- |
| 1 051 | 1 038 | 1 011 | 905  | 843  | 860  | 961  | 1 062 | 1 116 |

| 1962  | 1968  | 1975  | 1982  | 1990 | 1999 | 2006 | 2008 | 2013 |
| ----- | ----- | ----- | ----- | ---- | ---- | ---- | ---- | ---- |
| 1 066 | 1 101 | 1 133 | 1 166 | 940  | 873  | 858  | 854  | 937  |

| 2018  | 2022  | - | - | - | - | - | - | - |
| ----- | ----- | - | - | - | - | - | - | - |
| 1 000 | 1 039 | - | - | - | - | - | - | - |

| selon la population municipale des années : | 1968 | 1975 | 1982 | 1990 | 1999 | 2006 | 2009 | 2013 |
| Rang de la commune dans le département      | 64   | 80   | 100  | 130  | 146  | 171  | 173  | 170  |
| Nombre de communes du département           | 592  | 582  | 586  | 588  | 588  | 588  | 589  | 589  |

### Enseignement
Saint-Martory fait partie de l'académie de Toulouse.
L'éducation est assurée par un groupe scolaire Louise-Michel : maternelle et primaire

### Manifestations culturelles et festivités
- Festival annuel de bandas, dernier week-end de juillet, vide-grenier annuel organisé par l'association des parents d'élèves de l'école Louise-Michel de Saint-Martory, le premier dimanche de mai

### Activités sportives
Pétanque, chasse,

## Économie

### Revenus
En 2018  (données Insee publiées en septembre 2021), la commune compte 423 ménages fiscaux, regroupant 849 personnes. La médiane du revenu disponible par unité de consommation est de 19 620 € (23 140 € dans le département).

### Emploi
|                | 2008   | 2013  | 2018   |
| -------------- | ------ | ----- | ------ |
| Commune        | 10,3 % | 9 %   | 12,5 % |
| Département    | 7,7 %  | 9,6 % | 9,3 %  |
| France entière | 8,3 %  | 10 %  | 10 %   |

En 2018, la population âgée de 15 à 64 ans s'élève à 513 personnes, parmi lesquelles on compte 72,1 % d'actifs (59,6 % ayant un emploi et 12,5 % de chômeurs) et 27,9 % d'inactifs,. Depuis 2008, le taux de chômage communal (au sens du recensement) des 15-64 ans est supérieur à celui de la France et du département.
La commune est hors attraction des villes,. Elle compte 418 emplois en 2018, contre 465 en 2013 et 388 en 2008. Le nombre d'actifs ayant un emploi résidant dans la commune est de 314, soit un indicateur de concentration d'emploi de 133 % et un taux d'activité parmi les 15 ans ou plus de 45,1 %.
Sur ces 314 actifs de 15 ans ou plus ayant un emploi, 100 travaillent dans la commune, soit 32 % des habitants. Pour se rendre au travail, 81,2 % des habitants utilisent un véhicule personnel ou de fonction à quatre roues, 5,7 % les transports en commun, 8,9 % s'y rendent en deux-roues, à vélo ou à pied et 4,1 % n'ont pas besoin de transport (travail au domicile).

### Activités hors agriculture

#### Secteurs d'activités
107 établissements sont implantés  à Saint-Martory au 31 décembre 2019. Le tableau ci-dessous en détaille le nombre par secteur d'activité et compare les ratios avec ceux du département,.
| Secteur d'activité                                                                                        | Commune | Commune | Département |
| Secteur d'activité                                                                                        | Nombre  | %       | %           |
| --- | ------- | ------- | ----------- |
| Ensemble                                                                                                  | 107     |         |             |
| Industrie manufacturière, industries extractives et autres                                                | 12      | 11,2 %  | (5,7 %)     |
| Construction                                                                                              | 11      | 10,3 %  | (12 %)      |
| Commerce de gros et de détail, transports, hébergement et restauration                                    | 40      | 37,4 %  | (25,9 %)    |
| Information et communication                                                                              | 1       | 0,9 %   | (4,1 %)     |
| Activités immobilières                                                                                    | 1       | 0,9 %   | (4,2 %)     |
| Activités spécialisées, scientifiques et techniques et activités de services administratifs et de soutien | 9       | 8,4 %   | (19,8 %)    |
| Administration publique, enseignement, santé humaine et action sociale                                    | 25      | 23,4 %  | (16,6 %)    |
| Autres activités de services                                                                              | 8       | 7,5 %   | (7,9 %)     |

Le secteur du commerce de gros et de détail, des transports, de l'hébergement et de la restauration est prépondérant sur la commune puisqu'il représente 37,4 % du nombre total d'établissements de la commune (40 sur les 107 entreprises implantées à Saint-Martory), contre 25,9 % au niveau départemental.

#### Entreprises et commerces
Les cinq entreprises ayant leur siège social sur le territoire communal qui génèrent le plus de chiffre d'affaires en 2020 sont : 
- Green Val, commerce de détail de fleurs, plantes, graines, engrais, animaux de compagnie et aliments pour ces animaux en magasin spécialisé (13 709 k€) ;
- SARL Les Genevriers, hébergement médicalisé pour personnes âgées (3 976 k€) ;
- Retraite Occitane, restauration collective sous contrat (1 565 k€) ;
- Saveurs Du Terroir, restauration de type rapide (118 k€) ;
- Saint-Martory Expansion, hôtels et hébergement similaire (39 k€).

### Agriculture
|               | 1988 | 2000 | 2010 | 2020 |
| ------------- | ---- | ---- | ---- | ---- |
| Exploitations | 15   | 6    | 4    | 4    |
| SAU (ha)      | 325  | 256  | 253  | 293  |

La commune est dans « La Rivière », une petite région agricole localisée dans le sud du département de la Haute-Garonne, constituant la partie piémont au relief plus doux que les Pyrénées centrales la bordant au sud et où la vallée de la Garonne s’élargit. En 2020, l'orientation technico-économique de l'agriculture sur la commune est la polyculture et/ou le polyélevage. Quatre exploitations agricoles ayant leur siège dans la commune sont dénombrées lors du recensement agricole de 2020 (15 en 1988). La superficie agricole utilisée est de 293 ha,,.

## Culture locale et patrimoine

### Lieux et monuments
- Église Notre-Dame-de-l'Assomption de Saint-Martory.
- Chapelle Notre-Dame de Monconfort : après la destruction de l'ancienne chapelle pendant la Révolution en 1793, elle fut reconstruite de 1834 à 1837 par les paroissiens de Saint-Martory avec les pierres en grès jaune de l'abbaye de Bonnefont, et bénite le 30 mai 1837 sous le vocable de Notre-Dame de Montconfort par Mgr d'Astros en présence des curés de paroisses voisines, des magistrats, des officiers municipaux, militaires et personnes notables qui participèrent à la procession de l'église vers la chapelle. L'autel en marbre, les reliques et la statue de la Vierge à l'Enfant (1 mètre de haut) ont été transférées à l'église Saint-Martory[72].
- Oratoire Notre-Dame de Poueich, construit en 1880 sur la colline dominant la ville de Saint-Martory, au Bout du Poueich. Sur le socle est gravé en latin : « Posuerunt me custodem » (« Ils m'ont placé comme gardienne ») et « Salve Regina » (« Salut, ô Reine »).
- Grotte de la Tourasse (voir plus haut la section « Préhistoire »).
- Grotte de Montconfort (voir plus haut la section « Préhistoire »).
- Le canal de Saint-Martory.
- Le pont de Saint-Martory, pont magistral sur la Garonne date de 1724 et est l'œuvre de l'intendant Antoine d'Étigny à qui l'on doit aussi les deux arcs de triomphe. L'ensemble formé par le pont et ces deux anciennes portes de la ville est inscrit au titre des monuments historiques depuis 1950[73].
- La famille des Montpezat, comtes de Comminges, a successivement construit deux châteaux à Saint-Martory : le premier, du XIe siècle, surplombe la ville au nord-est sur la colline de Montpezat ; l'autre, d'architecture Renaissance, est bâti sur la rive droite de la Garonne à 280 m en amont du pont principal. Ce dernier château est inscrit au titre des monuments historiques depuis 1993[74].
- À côté de l'église, le menhir Peyro-Hitto est classé monument historique depuis 1962[75].
- L'ancienne gendarmerie présente des éléments architecturaux des XIIe et XIIIe siècles provenant de l'ancienne abbaye de Bonnefont. L'immeuble a dans un premier temps été inscrit au titre des monuments historiques en 1927, avant d'être classé en 1994[76].
- Rue du Centre, un immeuble du XVIIIe siècle attenant à des vestiges de remparts est inscrit au titre des monuments historiques depuis 1988[77].
- Papeterie de Foulon, usine du groupe des Papeteries Navarre.

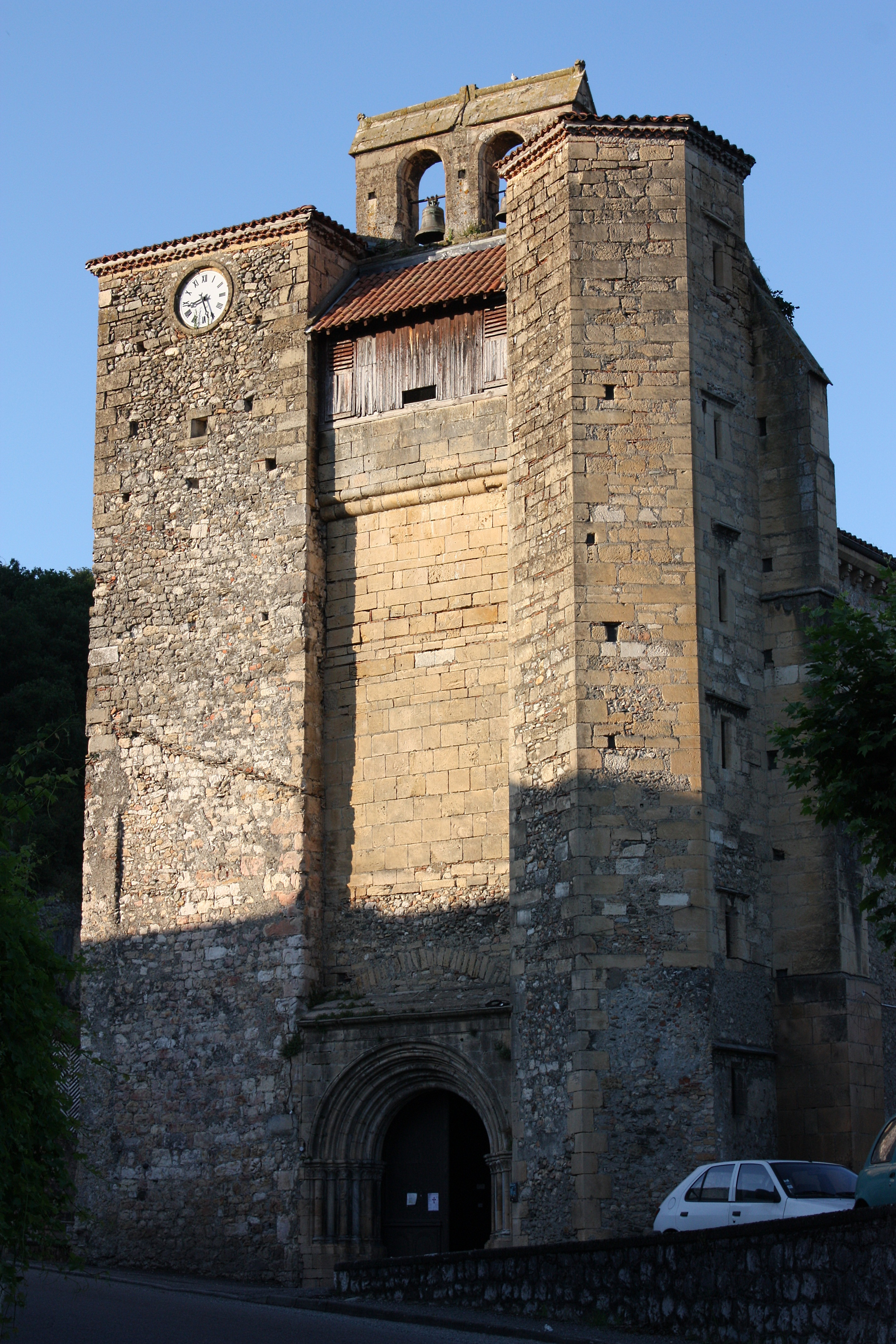
L'église Saint-Martory.
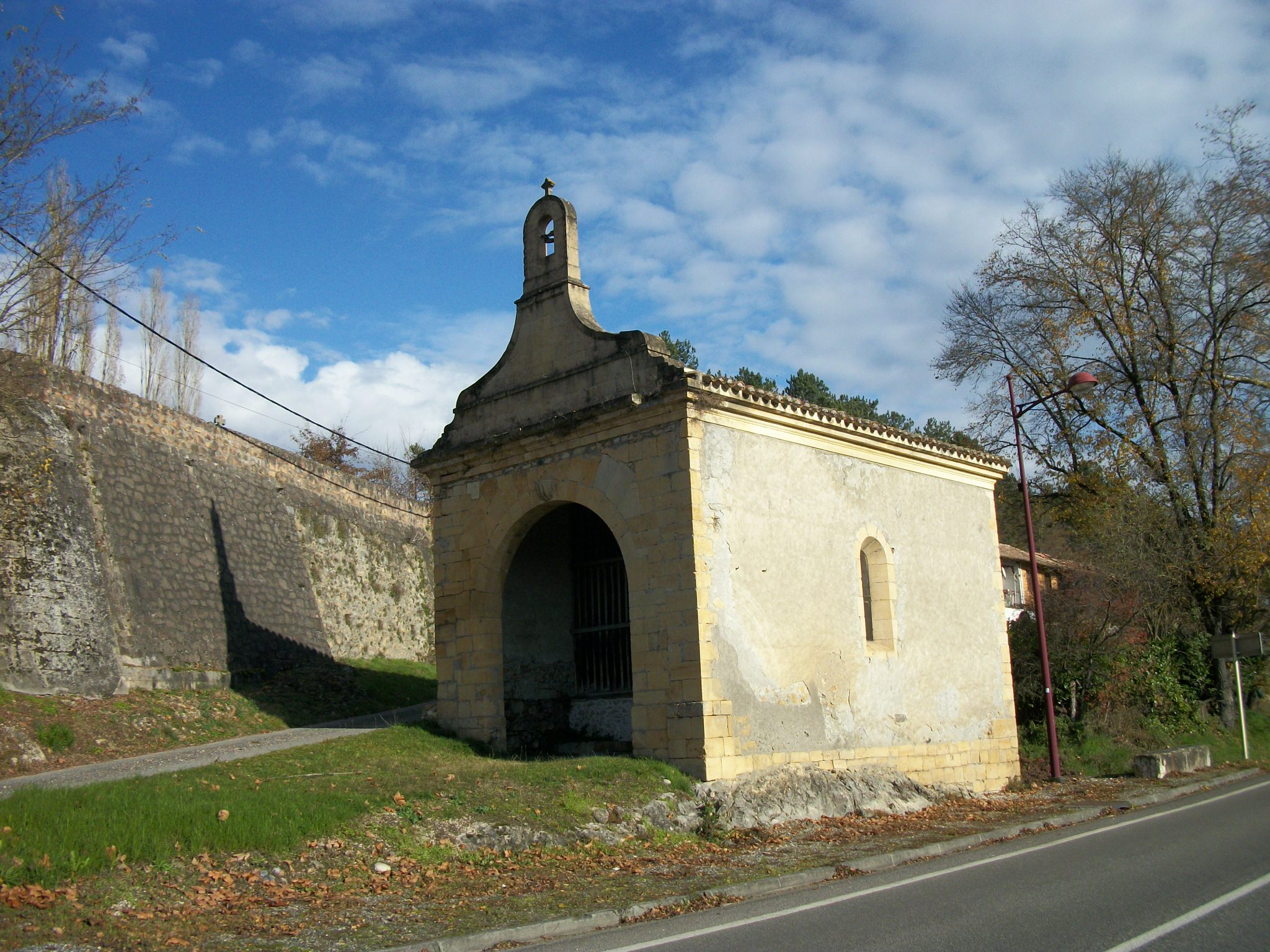
Chapelle Notre-Dame de Monconfort.
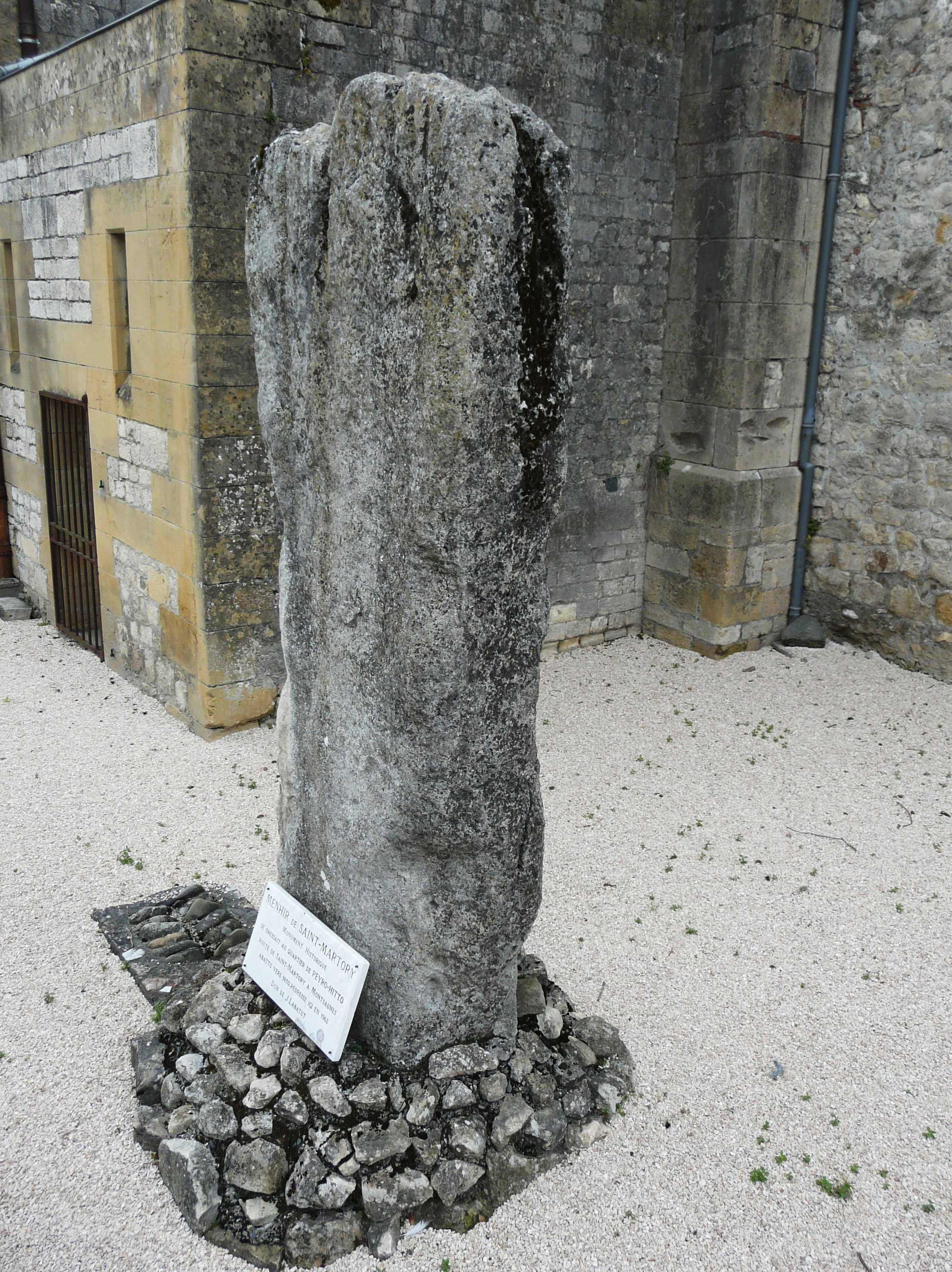
Le menhir de Peyro-Hitto.
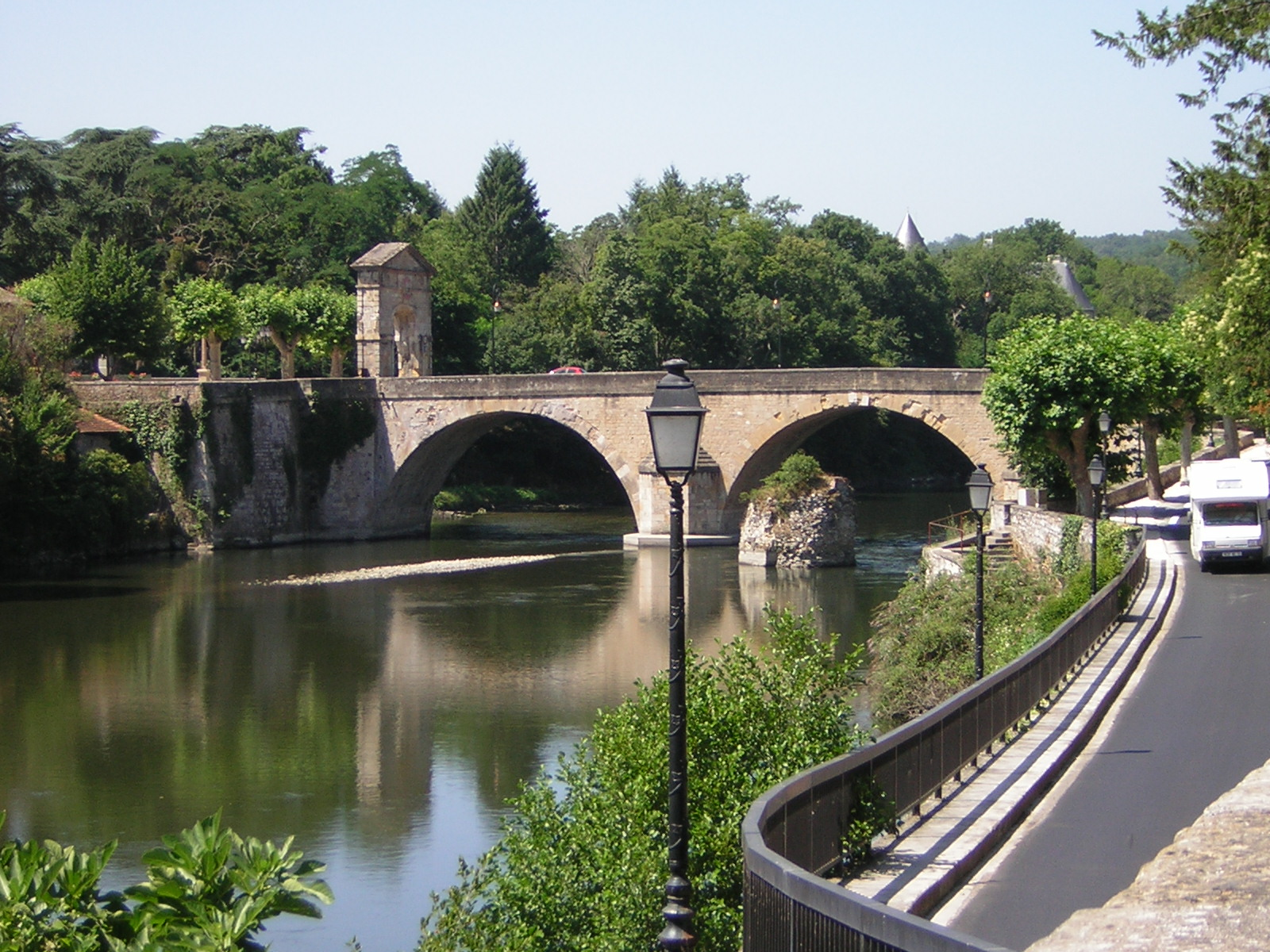
Le pont de Saint-Martory sur la Garonne.
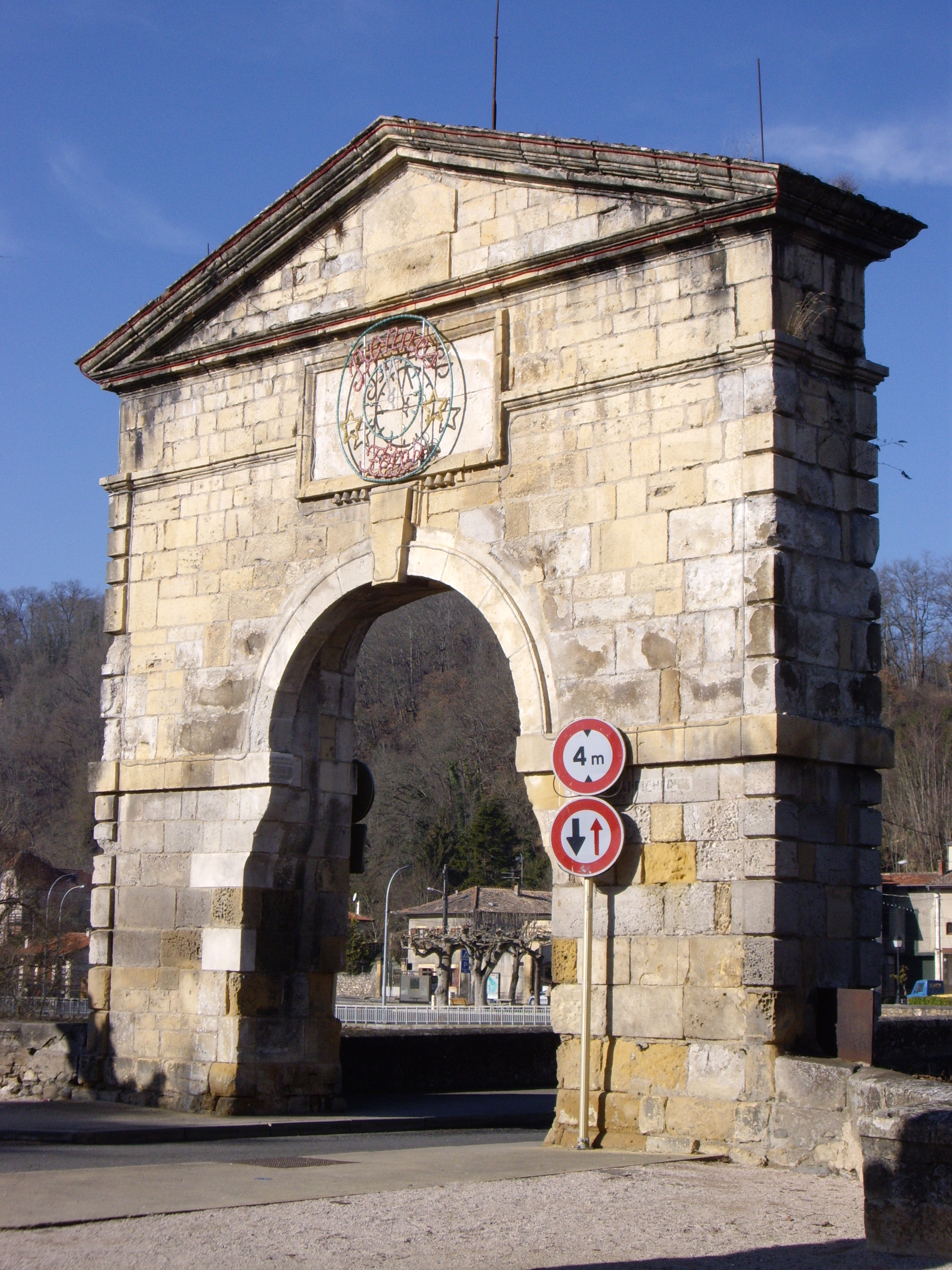
La porte du pont.
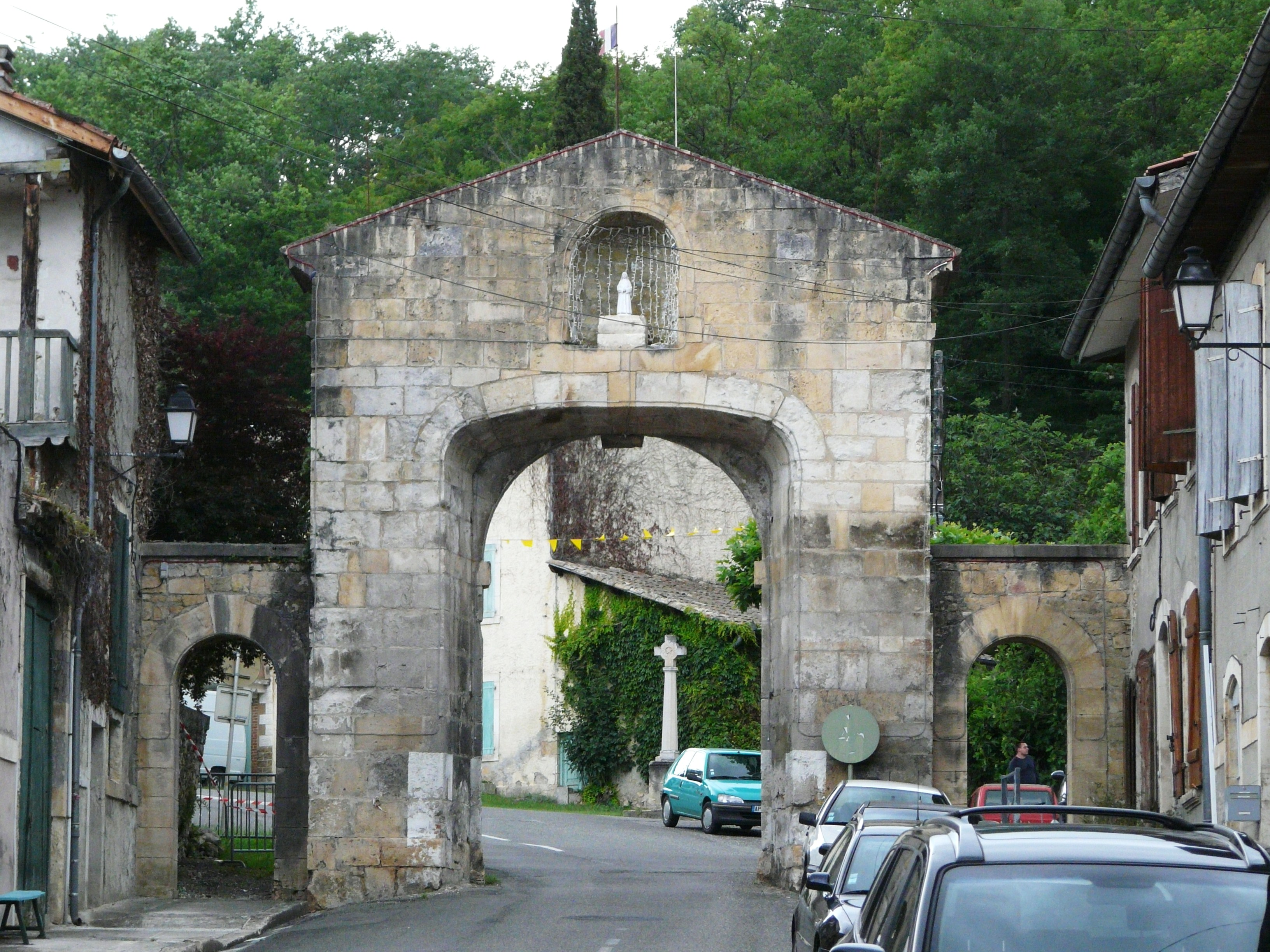
La porte de ville dans le prolongement du pont.

### Personnalités liées à la commune
- Jean de Montpezat de Carbon (1605-1685), évêque de Saint-Papoul, puis archevêque de Bourges puis de Sens.
- Joseph de Montpezat de Carbon (1615-1687), frère du précédent, archevêque de Toulouse.
- Henri Joseph Vincent Latour (1751-1828), général, blessé le 15 août 1799 suivant lors des émeutes à Saint-Martory.
- Norbert Casteret (1897-1987), considéré comme le père de la spéléologie moderne, mais aussi préhistorien et écrivain, né dans la commune.
- Ernest Pugibet (1853-1915), industriel franco-mexicain, né dans la commune.
- Hubert Clément (1915-2012), militaire français qui s'illustra durant la guerre d'Algérie, décédé dans la commune.
- Vigilance de Calagurris, prêtre né sur le territoire de la commune connu par des lettres et un traité de saint Jérôme, Contre Vigilance.

### Héraldique
| Blason de Saint-Martory | Les armes de Saint-Martory se blasonnent ainsi : De sable au marteau au long manche d'argent posé en bande. | Le Blason de Saint-Martory que tous les Saint-Martoryens connaissent |